# Виишоара (Бистрица-Насауд)
Виишоара (рум. Viișoara) насеље је у Румунији у округу Бистрица-Насауд у општини Бистрица. Oпштина се налази на надморској висини од 337 m.

## Становништво
Према подацима из 2002. године у насељу је живело 1393 становника.

### Попис2002.
| Расподела становништва по националности 2002.‍ | Расподела становништва по националности 2002.‍ | Расподела становништва по националности 2002.‍ | Расподела становништва по националности 2002.‍ | Расподела становништва по националности 2002.‍ |
| --------------------------------------------- | --------------------------------------------- | --------------------------------------------- | --------------------------------------------- | --------------------------------------------- |
|                                               |                                               |                                               |                                               |                                               |
| Румуни                                        | Румуни                                        |                                               | 1.304                                         | 93,7%                                         |
| Мађари                                        | Мађари                                        |                                               | 13                                            | 0,9%                                          |
| Роми                                          | Роми                                          |                                               | 69                                            | 5,0%                                          |
| Немци                                         | Немци                                         |                                               | 6                                             | 0,4%                                          |